# Laktogenní infekce
Laktogenní infekce je způsob přenosu nemoci, respektive patogenu, kdy se zdravé mládě nebo dítě nakazí pitím mateřského mléka své matky. Jedná se tedy o infekci mladých jedinců z nakažených matek. Takto se mohou přenášet viry (Maedi-Visna u ovcí, HIV u lidí), baktérie, ale i parazité (škrkavka psí).